# Maggie Roswellová
Maggie Roswellová (* 14. listopadu 1952, Los Angeles, Kalifornie, USA) je americká dabérka, herečka a příležitostná zpěvačka, která se stala známou, mimo jiné, svojí rolí Maude Flandersové ze seriálu Simpsonovi. Za dabování tohoto seriálu byla nominována na cenu Annie a získala cenu Emmy.
Hrát začínala již na počátku 70. let 20. století, nicméně se jednalo pouze o malé nebo epizodní role v amerických televizních filmech a seriálech, příležitostně vystupuje i jako divadelní herečka a barová zpěvačka.
Nejvíce je známa jako výborná dabérka a hlasová herečka, která se ale právě v tomto oboru více prosadila teprve na přelomu 20. a 21. století.